# El Palo Alto

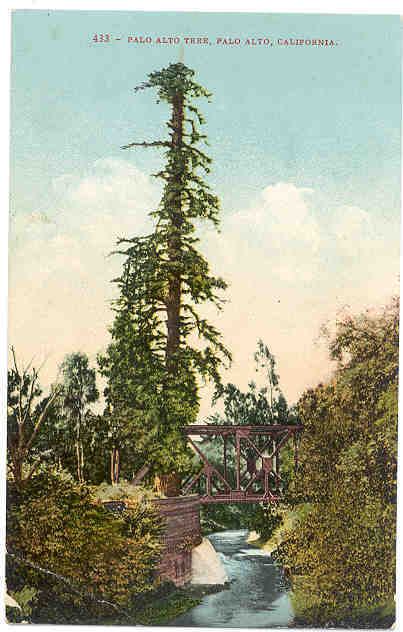
El Palo Alto, hacia 1910. En aquella época, el árbol gozaba de una salud relativamente precaria debido al hollín de los trenes de carbón, como demuestra su copa relativamente delgada.

El Palo Alto es una secuoya costera (Sequoia sempervirens) situada en el parque de El Palo Alto, a orillas del arroyo San Francisquito, en Palo Alto, California, Estados Unidos. Es famoso por su importancia histórica y por dar nombre a la ciudad de Palo Alto.
En julio de 2016, El Palo Alto tiene actualmente una altura de 33.5 metros, frente a los 49.4 metros de 1814. Su cima murió progresivamente desde 1865 hasta 1955 por el descenso del nivel freático, de modo que sus raíces ya no pudieron alcanzar el sustento. La secuoya emblemática tiene un diámetro de 2.3 metros y una extensión de la copa de 12 metros. En 1955, se realizó un sondeo del árbol y se determinó con exactitud que su edad era de 1015 años. El Palo Alto tenía originalmente 3 troncos.
 Se desconoce qué pasó con el primer tronco; permanece como un tocón unido al tronco actual. El segundo tronco cayó en 1886, también por razones desconocidas.

## Historia
Esta secuoya emblemática tiene un diámetro de 2.3 metros y una extensión de la copa de 12 metros. En 1955, se realizó un sondeo del árbol y George Hood, arborista, determinó con precisión la edad del árbol en 1015 años. George Hood también instaló tuberías para llevar la niebla a la copa del árbol. Lo llamó el plan "Engañar a la secuoya", dijo David Dockter, un arbolista jubilado de la ciudad que ayudó a cuidar el árbol durante más de dos décadas y que todavía vigila su salud. "Las secuoyas beben tanto de su copa como de sus raíces, y él quería engañar a la secuoya para que pensara que estaba en la costa, tomando agua todos los días cuando llegara la niebla".
Una línea de ferrocarril sigue pasando junto al árbol; los trenes ya no son máquinas de vapor alimentadas con carbón. En 2021, son trenes alimentados por diésel. Está previsto que los trenes eléctricos circulen por la línea en 2024, lo que podría ofrecer un aire más limpio para el árbol.
El Palo Alto tenía originalmente 3 troncos. Se desconoce qué pasó con el primer tronco; permanece como un tocón unido al tronco actual. El segundo tronco cayó en 1886, también por razones desconocidas.
El árbol es el California Historical Landmark N.º 2 (el N.º 1 es el Old Customhouse en Monterrey). Está reconocido por la National Arborist Association y la International Society of Arboriculture por su importancia histórica como "un campamento para la Portola Expedición de 1769"; por ser frecuentado por los indios Costanoan/Ohlone Indios; y por su uso como árbol de avistamiento por parte de mayoristas que trazaban El Camino Real. El árbol está representado en el sello oficial de la ciudad de Palo Alto y en el sello de la Universidad Stanford. Es el origen del nombre de la ciudad.
Una placa en la base del árbol lleva la siguiente inscripción:
Bajo esta secuoya gigante, el Palo Alto, del 6 al 11 de noviembre de 1769, acamparon Portola y su banda en la expedición que descubrió la Bahía de San Francisco, este fue el punto de reunión para sus grupos de reconocimiento. Aquí, en 1774, Padre Palou erigió una cruz para marcar el sitio de una misión propuesta. El célebre mapa topográfico de Pedro Font de 1776 contenía el dibujo del árbol original de doble tronco, convirtiendo al Palo Alto en el primer punto de referencia oficial de California.
Fue dos años después de la visita del Padre Palou que el Padre Font, en el camino de regreso a México de la expedición de De Anza después de la fundación de San Francisco, midió la gigantesca secuoya "cinco yardas y media alrededor" en su diario el 30 de marzo de 1776. También en El Palo Alto, de Anza y Font encontraron la cruz de madera que Palou había colocado dos años antes, pero de Anza decidió trasladar la ubicación de la misión a Santa Clara porque el agua del arroyo San Francisquito era demasiado baja en la estación seca.

## Salud y conservación del árbol

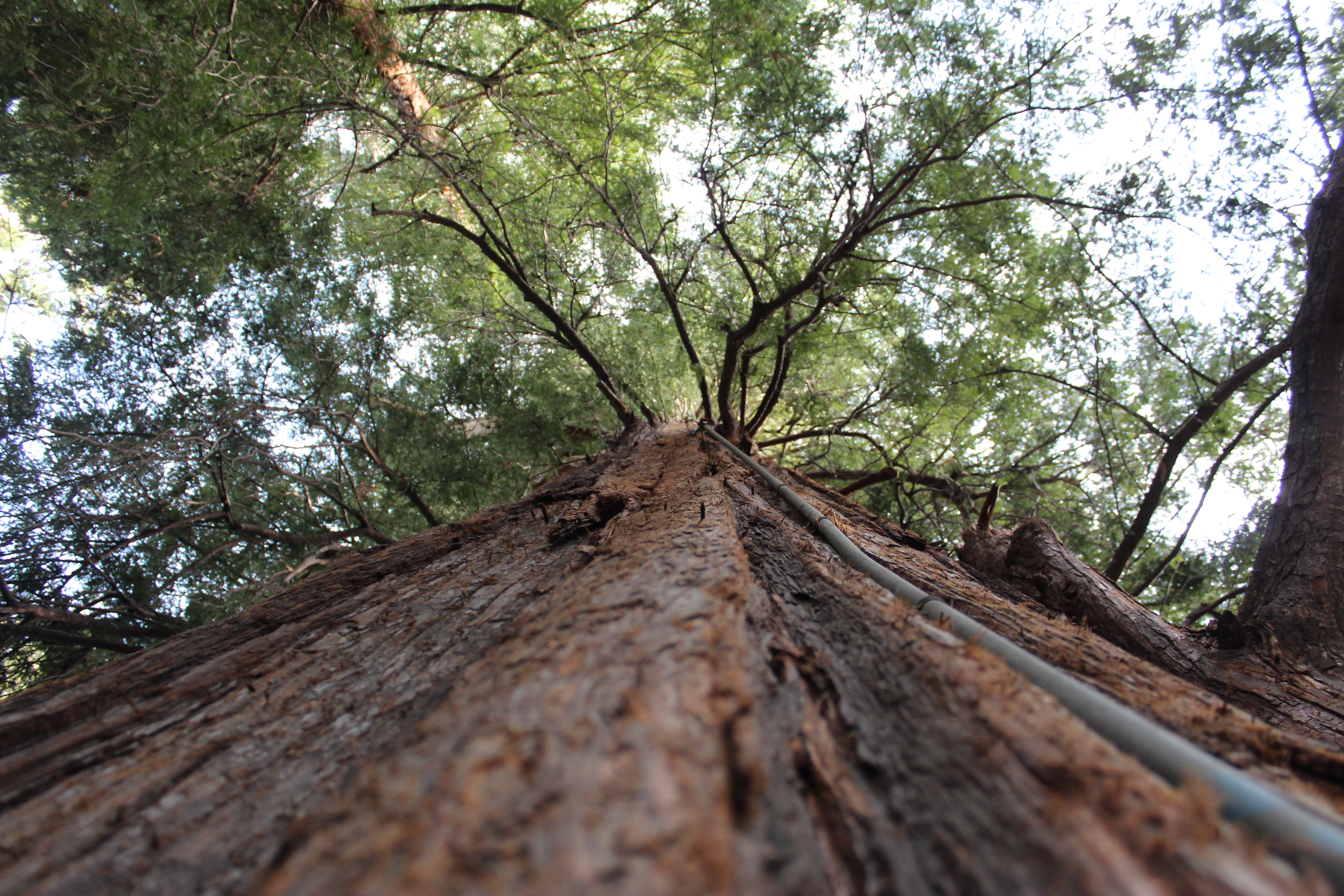
Sistema de riego de El Palo Alto

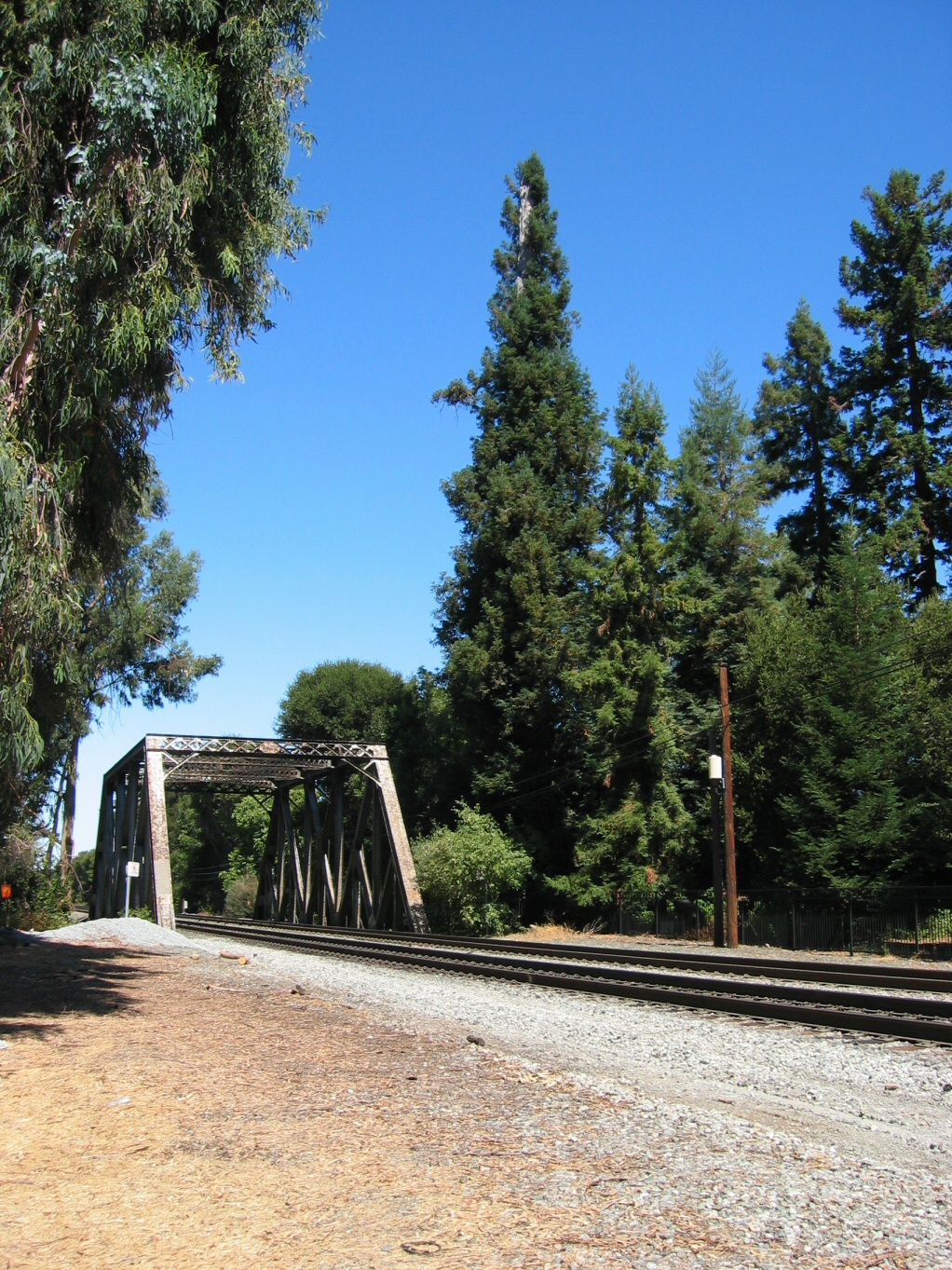
El Palo Alto, alrededor de 2004

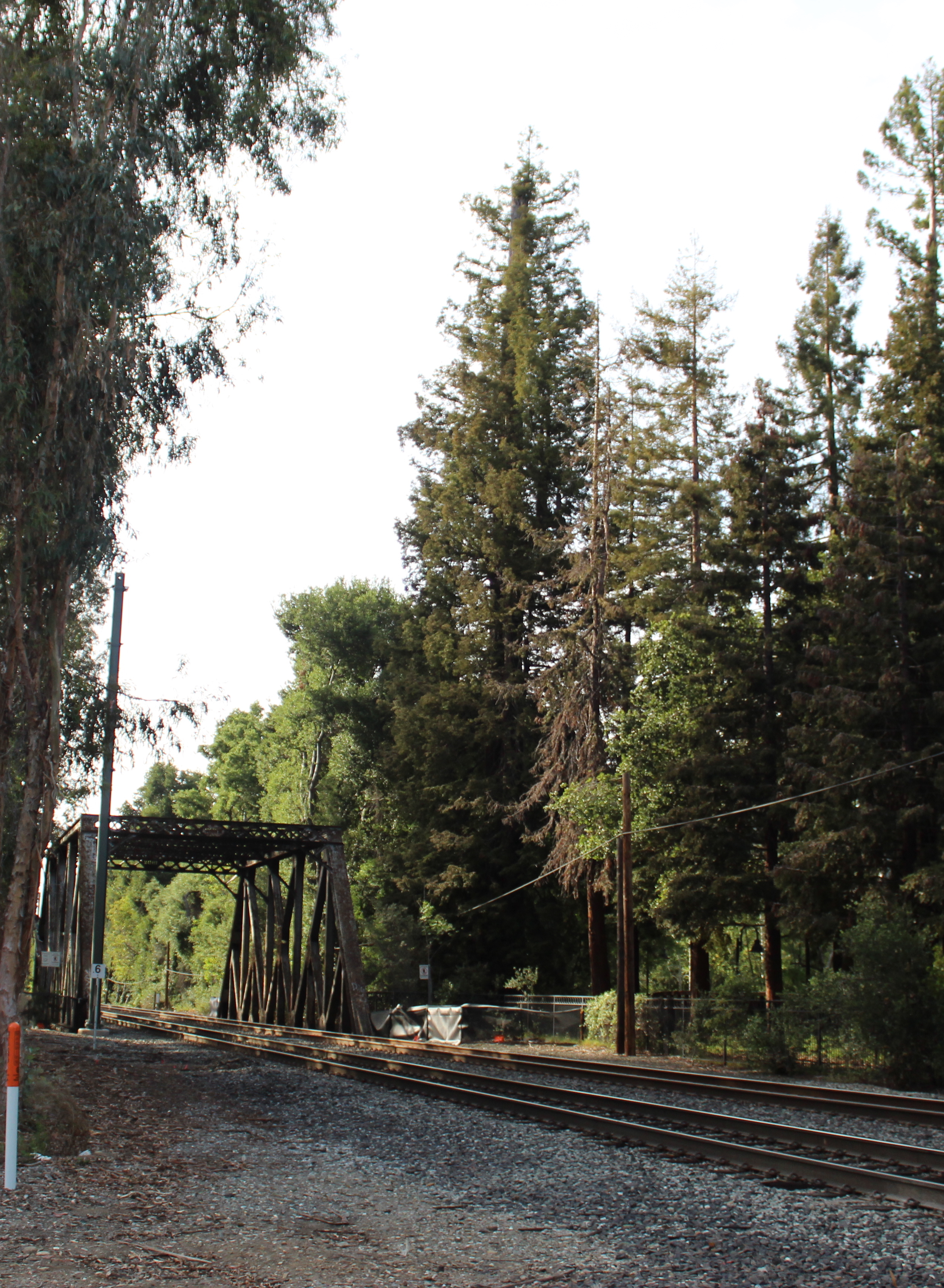
El Palo Alto, mayo de 2020

En 1776, el árbol se midió a 41,3 m con una circunferencia de 4,6 m. En 1814, se midió una altura de 49,4 m. Sin embargo, de 1865 a 1955, la salud del árbol estaba en declive, mostrando una ramificación y un follaje escasos. En 1926, ante el temor de que el árbol se perdiera, los Hijos Nativos del Dorado Oeste colocaron una placa de bronce conmemorativa en una roca de granito. En 1951 su altura era de 41 m, en 1977 su altura se redujo a 38 m para eliminar la copa muerta, y de nuevo en 1999 donde todavía se mantiene a casi 33.5 m.
Las causas del declive del árbol se han atribuido al hollín de las locomotoras de carbón y a la bajada del nivel freático por los pozos de los huertos cercanos, incluido el pozo de la Torre de 1912, situado a dos manzanas de distancia. En la década de 1960, el nivel freático era tan bajo que el agua salada entraba en los pozos cercanos. El Palo Alto no podía acceder a estas aguas subterráneas bajas, ya que las secoyas suelen tener raíces poco profundas.
A mediados de la década de 1960 el árbol estaba en grave declive, lo que provocó la muerte sucesiva de la copa, hasta que el nivel freático comenzó a recuperarse a finales de la década de 1990. Los esfuerzos realizados por la compañía ferroviaria Southern Pacific, la ciudad de Palo Alto y los ciudadanos locales para restablecer la salud del árbol incluyeron la poda progresiva de la copa moribunda, la adición de tierra y mantillo en la base del árbol, la eliminación de las ramas muertas, la fumigación con pesticidas y la instalación de una tubería que subía por el tronco para llevar agua a la copa del árbol. Aunque el árbol se encuentra hoy en día a sólo el 68% de su antigua estatura, goza de mayor salud que hace casi un siglo.
Una tasación hortícola de El Palo Alto realizada en 1999, de acuerdo con la Guía para la Tasación de Plantas elaborada por el Consejo de Tasadores de Árboles y Paisajes y publicada por la Sociedad Internacional de Arboricultura, valoró el árbol en 55.600 dólares, pero el verdadero valor del árbol va más allá de los dólares y se describió así "la secuoya de El Palo Alto se considera un recurso natural inestimable e inapreciable, e insustituible a cualquier precio en caso de pérdida".
En 2004, se plantaron plántulas de El Palo Alto en el American Forests Historic Tree Nursery en Jacksonville, Florida.
El árbol fue pintado con grafitis en agosto de 2010, pero posteriormente fue limpiado.